# Gianluca Pessotto
Gianluca Pessotto, född 11 augusti 1970 i Latisana, Udine, är en italiensk före detta fotbollsspelare. 
Han tillbringade större delen av sin karriär i Juventus. Han representerade Italien vid fotbolls-VM 1998 och fotbolls-EM 2000.